# تورتولا
تورتولا هي أكبر جزر العذراء البريطانية وأكثرها سكانًا، وهي مجموعة من الجزر التي تشكل جزءاً من أرخبيل جزر العذراء. التقاليد المحلية تروي أن كريستوفر كولومبوس أطلق عليها اسم تورتولا، وهذا يعني «أرض حمامة السلحفاة». كولومبوس سمى الجزيرة سانتا آنا. الهولنديون في وقت لاحق استقروا بها وأطلقوا عليها تير تهولين Ter Tholen، نسبة إلى الجزيرة الساحلية التي تشكل جزءاً من الساحل الغربي لهولندا. عندما استولى البريطانيون عليها غيروا الاسم إلى تورتولا المستخدم حاليًا.

## معرض صور

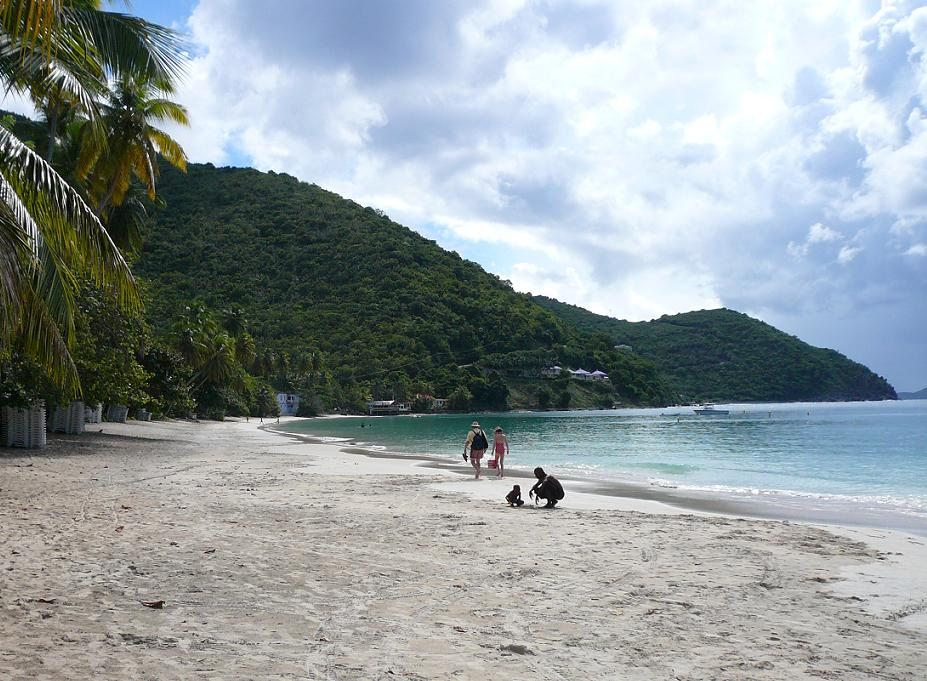
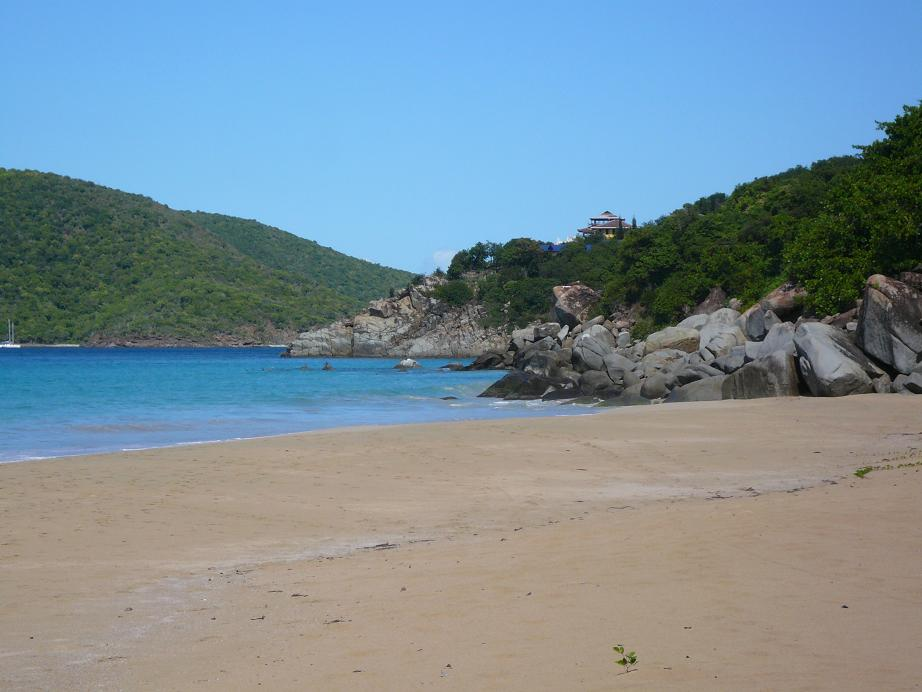
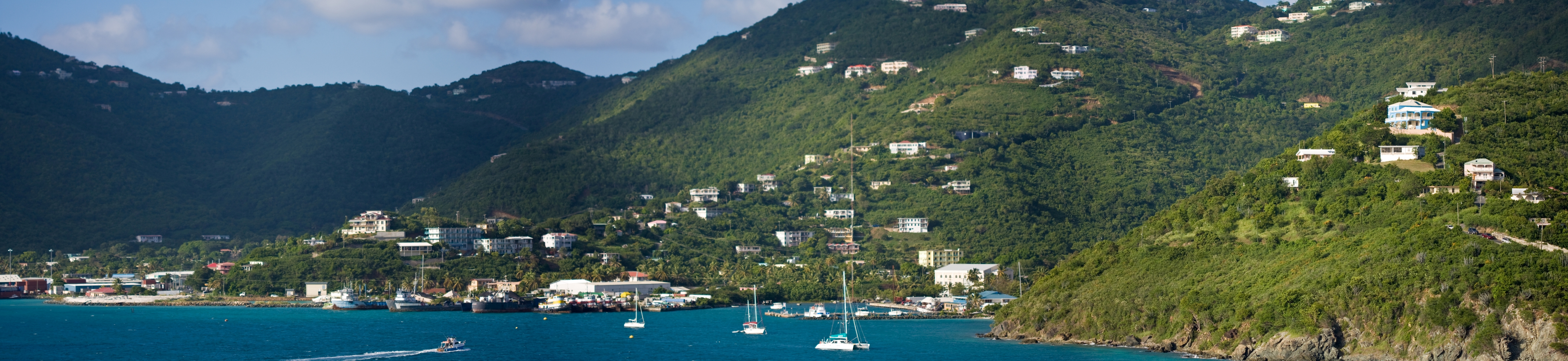
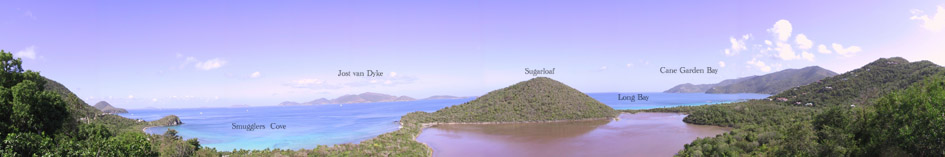
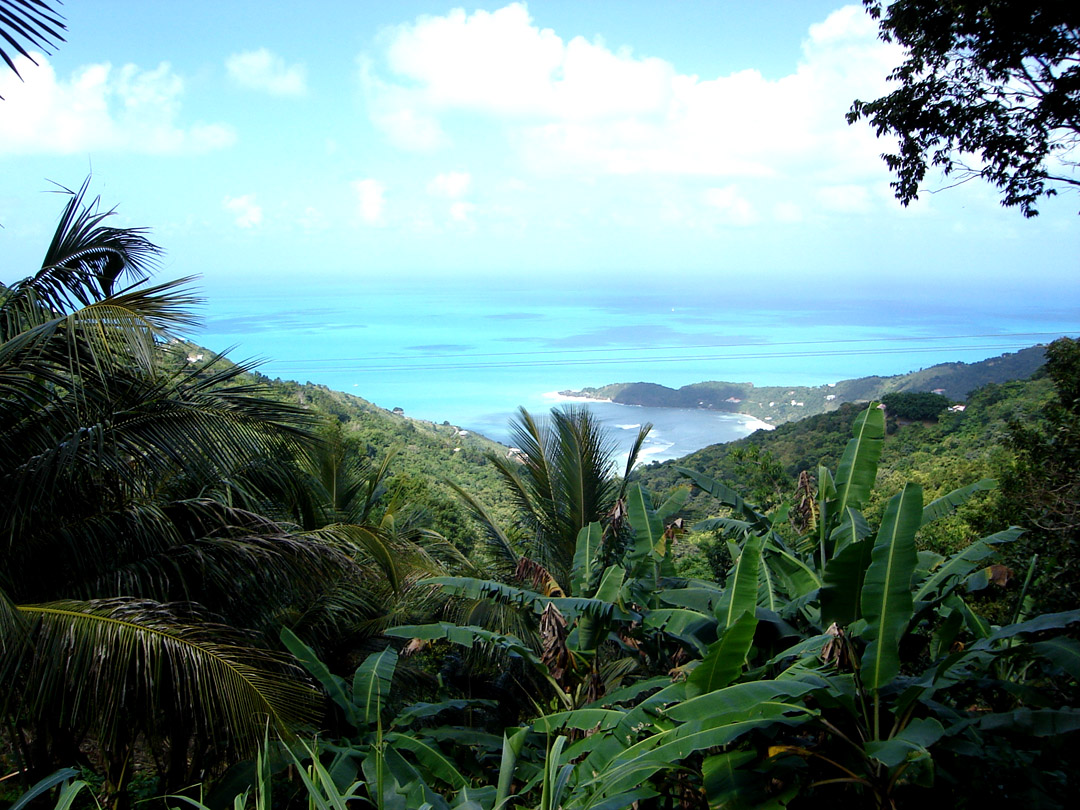

## أعلام
- أورلاندو سميث
- بيتر كورك
- جون لوسيان